# Подкарпатская краевая организация Коммунистической партии Чехословакии
Закарпатская краевая организация Коммунистической партии Чехословакии — составляющая часть Коммунистической партии Чехословакии (КПЧ) на территории Подкарпатской Руси.

## История
Создана на учредительном съезде КПЧ на базе левого большинства Чехословацкой социал-демократической рабочей партии 14—16 мая 1921 года. Стала результатом вхождения в КПЧ в статусе краевой организации Международной (интернациональной) социалистической партии Подкарпатской Руси (действовала с марта 1920 года, с января 1921 года входила в «Марксистскую левую Словакии и Закарпатской Украины») — первую коммунистическую партию в Закарпатье после его включения в состав Чехословакии в 1919 году.
Объединяла 15 окружных организаций, которые насчитывали 8 тыс. членов. Работой Закарпатского крайкома КПЧ руководили деятели Руськой крайны в составе Венгерской советской республики 1919 года Иван Мондок и Эрнё Сайдлер, затем — Павел Терек, Эмманиуил Клима, Алексей Борканюк и Иван Туряница. Коммунисты Закарпатья проводили агитационную и организационную работу среди местного населения: в 1920—1938 годах издавали газеты «Карпатская правда» (укр. «Карпатська правда», 1922—1933 и 1935—1938) и «Мункаш уйшаг» («Munkás Ujság», 1924—1925, на венгерском языке), организовывали забастовки, демонстрации и митинги, включая политическую стачку 1920 года, крестьянскую забастовку 1921 года, всеобщую забастовку 1922 года, рабочую забастовку 1929 года, экономические стачки в 1932—1933 годах.
С 1924 года закарпатские коммунисты участвовали в выборах в чехословацкий парламент (1924, 1925, 1929, 1935) и пользовались значительной поддержкой бедных слоев населения. Так, на парламентских выборах 1935 года партия в Подкарпатской Руси показала результаты более 40 %. В чехословацком парламенте партию представляли Иван Мондок (1924—1929), Иосиф Гатий (1924—1929), Николай Сидоряк (1924—1931), Иван Локота (1929—1932), Павел Терек (1931—1936), Алексей (Олекса) Борканюк (1935—1938).
С середины 1930-х годов крайком, возглавляемый Алексеем Борканюком, в духе продвигаемой на этом этапе Коминтерном политики «народных фронтов» выдвинул тезис об объединении левых сил, надеясь возглавить это движение. В годы Второй мировой войны во время оккупации Закарпатья венгерско-немецкими войсками многие члены партии участвовали в партизанском движении.
После освобождения Закарпатья Красной армией 19 ноября 1944 года состоялась краевая партизанская конференция, при активном участии политработников Красной армии провозгласившая создание Коммунистической партии Закарпатской Украины, которая возглавила процесс присоединения Закарпатской Украины к УССР. Решением ЦК ВКП (б) от 15 декабря 1945 года она была принята в ВКП (б).

## Организация
Структурно-организационную базу партии составляли 13 окружных секретариатов, которым подчинялась 91 партийная ячейка. Действовали также молодёжные коммунистические организации.
Основные требования, изложенные в программе, сводились к осуществлению пролетарской революции, конфискации и ликвидации крупных частных землевладений, тесному сотрудничеству с СССР и т. д. Языковая и национально-культурная принадлежность, начиная с середины 1920-х годов, однозначно определялась как единство с украинским народом. Отвергая возможность сотрудничества с любыми националистическими политическими партиями, КПЧ в Подкарпатской Руси благосклонно относилась к деятельности общества «Просвита», проводила с ним общие культурные мероприятия; осуждала венгерский ирредентизм, представители которого требовали присоединения Закарпатья к Венгрии.